# Cuartelazo
Cuartelazo és un film mexicà en blanc i negre del director Alberto Isaac, filmat en 1976 i estrenat en 1977, que mostra el cop d'estat de Victoriano Huerta al govern de Francisco I. Madero, en el que es coneix com la Desena Tràgica.

## Sinopsi
Aquest film narra un dels episodis de la Revolució mexicana, la Desena Tràgica. S'inicia amb l'exhumació realitzada en el Panteó de Coyoacán, en la qual es troben presents diverses autoritats, així com el fill del senador Belisario Domínguez -que es trobava desaparegut cap a un any abans-, i que reconeix entre els cossos el del seu pare.
Es fa una retrospectiva dels esdeveniments de febrer de 1913, en la qual durant el trasllat de Domínguez i la seva família a la Ciutat de Mèxic, són informats que el general Bernardo Reyes, Manuel Mondragón i Félix Díaz es van aixecar en contra del govern maderista i que van prendre Palacio Nacional, prenent el càrrec Victoriano Huerta.
Venustiano Carranza, en representació del Senat, declara que Huerta no pot assumir el poder executiu conforme el dictat en la Constitució. En resposta, Huerta impedeix que es divulgui tal disposició. Alhora que Belisario Domínguez es converteix en senador, el moviment armat esclata. Per la seva part Huerta s'entrevista amb l'ambaixador dels Estats Units, Henry Lane Wilson, per demanar que el seu govern sigui reconegut, davant la invasió nord-americana a les costes de Veracruz. Domínguez s'oposa a aquestes accions i és capturat el 6 d'octubre de 1913 i assassinat.
En la cinta, es va recrear com el general Victoriano Huerta va fer assassinar al president Francisco I. Madero i al vicepresident José María Pino Suárez. També es van plasmar alguns episodis de la vida quotidiana de Huerta., mostrant-se les contradiccions del personatge.

## Recepció
A l'ésser un film de tint històric, la crítica es va centrar en que es "compromet" amb una visió de l'esdeveniment, en aquest cas amb el paper que hi va tenir Belisario Domínguez. No obstant això, es va exaltar el fet de reprendre la confabulació realitzada en l'Ambaixada estatunidenca com una part fonamental de la Desena Tràgica. També, es va distingir a la cinta per la humanització dels personatges implicats.

## Repartiment
- Héctor Ortega - Belisario Domínguez[2]
- Bruno Rey - General Victoriano Huerta
- Arturo Beristáin - Sebastían Quiroga
- Eduardo López Rojas - General Villista
- José Ángel Espinosa 'Ferrusquilla' - Manuel Gutiérrez Zamora
- Alejandro Parodi - José Ma. Iglesias Calderón
- Ignacio Retes - Coronel revolucionario
- Carlos Castañón - Teniente Díaz
- Delia Casanova - Soldadera
- Manuel Dondé - Jesús Fernández (boticario)
- Ramón Menéndez	- Venustiano Carranza
- Ricardo Fuentes - Juez
- Roberto Dumont - Sr. Lind
- Christa Walter - Sra. Lind
- Mario Castillón - Aldape
- Armando Pascual - Gerent
- Armando Pacheco - President del senat
- Francisco Llopis - Senador
- Miguel Ángel Ferriz - Ricardo
- Abel Woolrich - Capità